# Брігус
Брігус (англ. Brigus) — містечко в Канаді, у провінції Ньюфаундленд і Лабрадор.

## Населення
За даними перепису 2016 року, містечко нараховувало 723 особи, показавши скорочення на 3,6%, порівняно з 2011-м роком. Середня густина населення становила 62,5 осіб/км².
З офіційних мов обидвома одночасно володіли 25 жителів, тільки англійською — 695.
Працездатне населення становило 51,6% усього населення, рівень безробіття — 19,7% (26,5% серед чоловіків та 12,9% серед жінок). 92,4% осіб були найманими працівниками, а 4,5% — самозайнятими.
Середній дохід на особу становив $43 094 (медіана $26 176), при цьому для чоловіків — $62 667, а для жінок $26 624 (медіани — $36 288 та $20 288 відповідно).
21,1% мешканців мали закінчену шкільну освіту, не мали закінченої шкільної освіти — 29,7%, 48,4% мали післяшкільну освіту, з яких 17,7% мали диплом бакалавра, або вищий.
| Статево-вікова структура населення | Статево-вікова структура населення | Статево-вікова структура населення | Статево-вікова структура населення | Статево-вікова структура населення |
| ---------------------------------- | ---------------------------------- | ---------------------------------- | ---------------------------------- | ---------------------------------- |
|                                    |                                    |                                    |                                    |                                    |
| Всього                             | Всього                             | 49,0%51,0%                         |                                    |                                    |
| 0 — 14 років                       | 0 — 14 років                       |                                    | 11%                                | 11%                                |
| 15 — 64 років                      | 15 — 64 років                      |                                    | 62,8%                              | 62,8%                              |
| 65 і більше                        | 65 і більше                        |                                    | 26,2%                              | 26,2%                              |
| 85 і більше                        | 85 і більше                        |                                    | 0,7%                               | 0,7%                               |
| Середній вік (років)               | Середній вік (років)               | 47,648,0                           | 47,8                               | 47,8                               |
| Медіана (років)                    | Медіана (років)                    | 50,651,9                           | 51,3                               | 51,3                               |
| — чоловіки — жінки                 |                                    |                                    |                                    |                                    |

| Походження мешканців:     | Походження мешканців:     | Походження мешканців: | Походження мешканців: | Походження мешканців: |
| ------------------------- | ------------------------- | --------------------- | --------------------- | --------------------- |
| Походження                |                           |                       | осіб                  | %                     |
| Корінні американці        | Корінні американці        |                       | 20                    | 2.82%                 |
| Інше північноамериканське | Інше північноамериканське |                       | 385                   | 54.23%                |
| Європейське               | Європейське               |                       | 380                   | 53.52%                |
| британське                | британське                |                       | 380                   | 53.52%                |
| французьке                | французьке                |                       | 40                    | 5.63%                 |

| Зайнятість населення за галузями (за класифікацією NOC): | Зайнятість населення за галузями (за класифікацією NOC): | Зайнятість населення за галузями (за класифікацією NOC): | Зайнятість населення за галузями (за класифікацією NOC): | Зайнятість населення за галузями (за класифікацією NOC): |
| -------------------------------------------------------- | -------------------------------------------------------- | -------------------------------------------------------- | -------------------------------------------------------- | -------------------------------------------------------- |
|                                                          |                                                          |                                                          |                                                          |                                                          |
| Управління                                               | Управління                                               |                                                          | 9,4%                                                     | 9,4%                                                     |
| Бізнес, фінанси та адміністрування                       | Бізнес, фінанси та адміністрування                       |                                                          | 9,4%                                                     | 9,4%                                                     |
| Природничі та прикладні науки                            | Природничі та прикладні науки                            |                                                          | 7,8%                                                     | 7,8%                                                     |
| Охорона здоров'я                                         | Охорона здоров'я                                         |                                                          | 3,1%                                                     | 3,1%                                                     |
| Освіта, правозахист, муніципальні та урядові служби      | Освіта, правозахист, муніципальні та урядові служби      |                                                          | 9,4%                                                     | 9,4%                                                     |
| Мистецтво, культура, відпочинок та спорт                 | Мистецтво, культура, відпочинок та спорт                 |                                                          | 3,1%                                                     | 3,1%                                                     |
| Роздрібна торгівля та послуги                            | Роздрібна торгівля та послуги                            |                                                          | 17,2%                                                    | 17,2%                                                    |
| Гуртова торгівля, транспорт та обладнання                | Гуртова торгівля, транспорт та обладнання                |                                                          | 26,6%                                                    | 26,6%                                                    |
| Природні ресурси, сільське господарство                  | Природні ресурси, сільське господарство                  |                                                          | 4,7%                                                     | 4,7%                                                     |
| Виробництво                                              | Виробництво                                              |                                                          | 10,9%                                                    | 10,9%                                                    |

## Клімат
Середня річна температура становить 5°C, середня максимальна – 18,2°C, а середня мінімальна – -9°C. Середня річна кількість опадів – 1 333 мм.
| Клімат поселення                              | Клімат поселення | Клімат поселення | Клімат поселення | Клімат поселення | Клімат поселення | Клімат поселення | Клімат поселення | Клімат поселення | Клімат поселення | Клімат поселення | Клімат поселення | Клімат поселення | Клімат поселення |
| Показник                                      | Січ.             | Лют.             | Бер.             | Квіт.            | Трав.            | Черв.            | Лип.             | Серп.            | Вер.             | Жовт.            | Лист.            | Груд.            |                  |
| Середній максимум, °C                         | 1,00             | 0,38             | 2,76             | 6,74             | 10,62            | 14,64            | 17,72            | 18,16            | 15,52            | 11,05            | 6,78             | 2,52             |                  |
| Середня температура, °C                       | −3,7             | −4,32            | −1,93            | 2,02             | 5,90             | 9,94             | 14,47            | 14,93            | 12,30            | 7,80             | 3,54             | −0,74            |                  |
| Середній мінімум, °C                          | −8,41            | −9,03            | −6,63            | −2,67            | 1,22             | 5,23             | 11,21            | 11,65            | 9,03             | 4,54             | 0,28             | −3,97            |                  |
| Норма опадів, мм                              | 127              | 110              | 108              | 104              | 91               | 100              | 96               | 89               | 128              | 133              | 119              | 128              |                  |
| Середньомісячна швидкість вітру, м/с          | 8.10             | 7.50             | 7.09             | 6.49             | 5.76             | 5.40             | 5.20             | 5.29             | 5.89             | 6.68             | 7.26             | 7.91             |                  |
| Середньомісячна сонячна радіація, кДж/м²·день | 4057             | 6835             | 10690            | 14069            | 17027            | 19060            | 19207            | 16106            | 12067            | 7228             | 4180             | 3126             |                  |
| --------------------------------------------- | ---------------- | ---------------- | ---------------- | ---------------- | ---------------- | ---------------- | ---------------- | ---------------- | ---------------- | ---------------- | ---------------- | ---------------- | ---------------- |
| Джерело:                                      |                  |                  |                  |                  |                  |                  |                  |                  |                  |                  |                  |                  |                  |